# Дубки (Псковский район)
Дубки — деревня в Торошинской волости Псковского района Псковской области России.
Расположена в 14 км к северо-востоку от Пскова и в 8 км к западу от деревни Торошино.
Численность населения деревни по состоянию на 2000 год составляла 8 человек.